# Suwa-Schrein (Nagasaki)

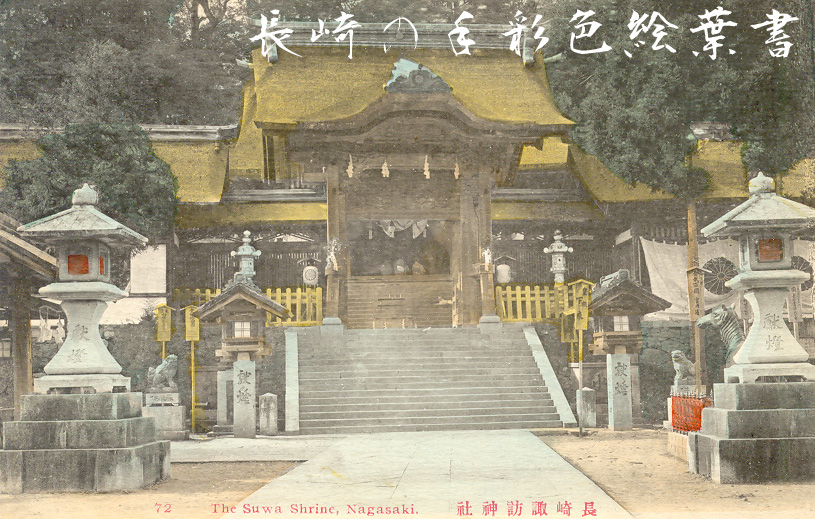
Der Suwa-Schrein, Meiji-Zeit

Der Suwa-Schrein (jap. 鎮西大社諏訪神社, Chinzei-Taisha Suwa-jinja; im Volksmund auch Osuwasan) ist ein Shintō-Schrein in der japanischen Stadt Nagasaki. Er wurde in der letzten Phase der Epoche des Namban-Handels im Jahr 1625 errichtet.

## Geschichte
Pläne zur Errichtung des Schreins begannen im Jahr 1614, demselben Jahr, in dem der Shōgun Tokugawa Ieyasu die Unterdrückung des Christentums in Japan auf eine Spitze trieb und mit einem Edikt die christliche Religion verbot sowie Christen und Ausländer des Landes verwies. Diese Politik richtete sich gegen den wachsenden Einfluss der jesuitischen Missionen, die sich im Gespann mit den portugiesischen Händlern von der Hafen- und Handelsstadt Nagasaki aus stark verbreitet hatten (ca. 750.000 Gläubige im Jahr 1605) und als Bedrohung für das Tokugawa-Shōgunat verstanden wurden, da die zum Christentum bekehrte Landbevölkerung eine Tendenz zeigte, sich gegen die weltlichen Autoritäten zu erheben. Das Shōgunat setzte in der Umsetzung seiner anti-christlichen Politik nicht nur militärische und polizeiliche Maßnahmen ein, sondern förderte und unterstützte auch andere Religionen, wie den Buddhismus und den Shintō, die sich gegenüber der japanischen Zentralregierung wesentlich loyaler zeigten.
Der erste Hohepriester des Schreins wurde der Shugendō-Priester Aoki Kensei (青木 賢清), der sich durch einen detaillierten Bericht an das Shōgunat über Zerstörungen buddhistischer Tempel und shintōistischer Schreine durch christliche Rebellen seit 1567 einen Namen gemacht hatte. Er war auch wesentlich am Aufbau des Schreins beteiligt gewesen, erhielt aber erst im Jahr 1625 den Rang eines Shintō-Priesters (in der Tradition des Yoshida-Shintō). 
Der Schrein war im ersten Jahrzehnt seines Bestehens eher erfolglos und konnte sich keiner großen Besucherzahlen erfreuen. Dies änderte sich ca. 1633/34, als die ersten Edikte des Shōgunats zur Abschließung Japans erlassen wurden. Diese stellten nicht nur die freie Ein- oder Ausreise für Japaner unter drakonische Strafen und beschränkten den Handel mit dem (nur noch holländischen und chinesischen) Ausland auf die Insel Dejima vor Nagasaki, sondern verpflichteten auch die örtliche Bevölkerung der Stadt, sich beim Schrein als Mitglieder von dessen Gemeinde registrieren zu lassen.
Von Seiten des Shōgunats erfolgte auch die Etablierung des Okunchi-Matsuris (siehe unten). Dieses Herbst-Fest sollte auch die chinesischen und holländischen Ausländer beeindrucken, weswegen seit 1638 die als wesentlich japanisch verstandene Kunst des Nō-Theaters das Kernstück der Festlichkeiten bildete, obwohl auch viele chinesische Einflüsse in den Ablauf des Festes aufgenommen wurden. Letzteres wurde allerdings mit Ausnahme des chinesischen Drachentanzes (ja-odori) ab der Meiji-Restauration und der Propagierung des Staats-Shintō wieder zurückgenommen.
So gedieh der Schrein durch seine massive Unterstützung der Regierung als Mittelpunkt des religiösen Lebens in Nagasaki während der Edo-Zeit relativ gut, abgesehen von einigen Naturkatastrophen und einem Feuer im Jahr 1856.
Erst in der Nachkriegszeit löste sich der Schrein von seiner Abhängigkeit von der japanischen Regierung. Durch die Tatsache, dass er den Atombombenabwurf auf Nagasaki völlig unbeschadet überstanden hatte (im Unterschied beispielsweise zur Urakami-Kathedrale im Norden), konnte er sich relativ rasch wieder in das religiöse Leben der Stadt integrieren.

## Okunchi-Matsuri
Das Okunchi-Matsuri (auch O-suwa-Matsuri oder Nagasaki-Kunchi) findet vom 7. bis 9. Oktober jeden Jahres statt. Es gehört zu den drei größten und bekanntesten Matsuri in Japan.
Die Tänze des Festes (Hono-Odori) werden traditionell von 11 aus 77 Stadtteilen (Odori-chō) ausgerichtet, die sich in einem Rhythmus von sieben Jahren dabei abwechseln. Die Tänze am Schrein beginnen am Morgen des 7. Oktobers, dann werden die Mikoshi des Suwa-Schreins sowie benachbarter Schreine  durch die Stadt getragen, während die Tänze vor weiteren Schreinen  und schließlich dem Sitz des Gouverneurs der Präfektur Nagasaki wiederholt werden. Die Mikoshi verbleiben schließlich für einen Tag im o-tabisho im Stadtteil Ohato.